# Dyrskuefilm 1969
|  | Denne artikel er oprettet af botten Steenthbot ud fra en ekstern database. Den kan derfor have sproglige fejl eller mangler. Denne skabelon kan fjernes efter kontrol af indholdet. |

Dyrskuefilm 1969 er en dansk dokumentarisk optagelse fra 1969.

## Handling
Brønderslev Dyrskue 21. juni 1969. Dyrskuepladsen åbner med flaghejsning, taler og sang. Fremvisning af dyrene samt udstilling af traktorer og landbrugsmaskiner. Der er også børnedyrskue. Et optog med musikkorps, åben hestevogn og cykeloptog går gennem byen til festpladsen. Entertaineren Claus Walter, der gæster Brønderslev i forbindelse med dyrskuet og skal være dommer ved børnedyrskuet, bliver kørt gennem byen i åben hestevogn.